# Station Toruń Kluczyki
Station Toruń Kluczyki is een spoorwegstation in de Poolse plaats Toruń.